# Mật tông

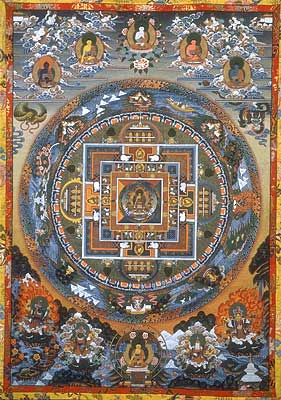
Mạn-đà-la

Mật Tông (zh. 密宗 mì-zōng) là từ gốc Hán dùng để gọi pháp môn bắt nguồn từ sự kết hợp giữa Ấn Độ giáo và Phật giáo Đại thừa, được hình thành vào khoảng thế kỷ 5,6 tại Ấn Độ. Mật Tông lại chia thành hai phái: Chân ngôn thừa (Mantrayàna) và Kim cương thừa (Vajrayàna). Sự phát triển của Mật Tông gắn với các luận sư nổi tiếng như Subha Karasimha (Thiên Vô Úy, 637-735), Vajra Bodhi (Kim Cương Trí, 671-741), Amoghavajra (Bất Không Kim Cương, 705-774), Padmasambhava (Liên Hoa Sinh, cuối thế kỷ thứ VIII), Dipankarasrijanàna (Atisa, cuối thế kỷ thứ XI).

## Mật tông tại Tây Tạng

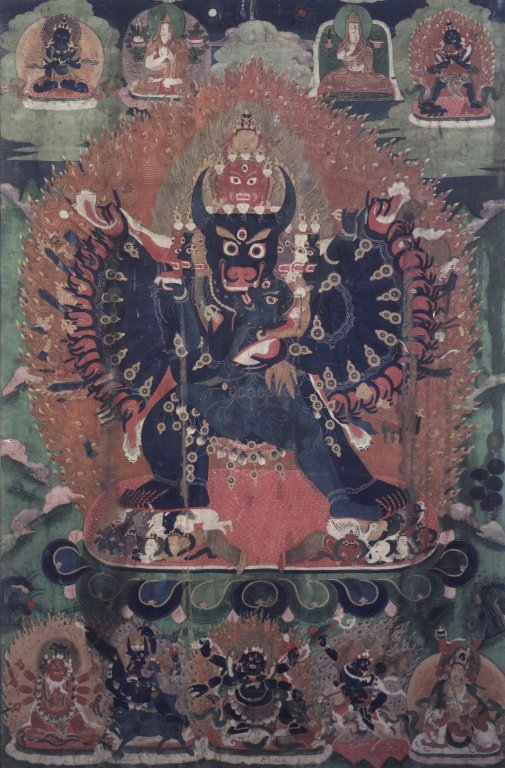
Vajrabhairava